# Тодор Чанлийски
Тодор Иванов Чанлийски е български революционер, деец на Вътрешната македоно-одринска революционна организация.

## Биография
Роден е на 13 септември 1887 година в Стара Загора. Решава да се включи в националосвободителното движение в Македония след Илинденско-Преображенското въстание, въпреки опитите на чичо му Тачо и Антон Страшимиров да го разубедят. Бяга от училище в София и с помощта на Иван Гарванов и Борис Сарафов е включен в четата на Иван Наумов - Алябака. Участва в сражението на „Ножот“ от 14 юли 1907 година. През същата година е ранен в главата в сражение край Охридското езеро и губи за време зрението си. След Хуриета от 1908 година се завръща в Стара Загора и отбива военната си служба. Участва във войните за национално обединение. Умира в родния си град на 18 юни 1960 г.